# Petaurista leucogenys
Petaurista leucogenys — вид гризунів родини вивіркових (Sciuridae).

## Поширення
Ендемік Японії. Трапляється на островах Кюсю, Хонсю та Сікоку. Живе в бореальних вічнозелених або субальпійських лісах.

## Опис
Тіло завдовжки 36—46 см. Хвіст такої ж довжини, що й тіло. Вага — близько 1,2 кг. Забарвлення спини варіює від червонувато-кричневого до майже чорного, черева — від сіро-жовтого до білого. Як всі летяги, має літальну перетинку між передніми і задніми лапками та хвостом.

## Спосіб життя
Активна вночі. Живиться листям, фруктами, насінням. Використовує для їжі близько 45 видів рослин. Завдяки перетинці між лапами може ширяти між деревами на відстань до 160 м (переважно 20—30 м). Статевої зрілості досягає у віці двох років. Спаровуються навесні. Під час спаровування, після еякуляції, самець виробляє зі свого статевого члена липкий білок, який стає твердим і блокує піхву самиці. Це зупиняє витікання сперми і збільшує шанси на запліднення. Це також заважає іншим самцям спаровуватися з тією ж самицею. Однак інші самці можуть видалити пробку. Вагітність триває близько 74 днів. На початку осені самиця народжує одне-двоє дитинчат.